# Lactarius tomentosus
Lactarius tomentosus é um fungo que pertence ao gênero de cogumelos Lactarius na ordem Russulales. Encontrado na América do Norte, foi descrito cientificamente pelo micologista norte-americano William Chambers Coker em 1918. É considerado por alguns especialistas como sinônimo de Lactarius helvus.